# Strażnica WOP Miszkieniki
Strażnica WOP Miszkieniki – podstawowy pododdział graniczny Wojsk Ochrony Pogranicza pełniący służbę ochronną na granicy polsko-radzieckiej.

## Formowanie i zmiany organizacyjne
Strażnica została sformowana w 1945 w strukturze 27 komendy odcinka jako 129 strażnica WOP (Miszkieniki) o stanie 56 żołnierzy. Kierownictwo strażnicy stanowili: komendant strażnicy, zastępca komendanta do spraw polityczno-wychowawczych i zastępca do spraw zwiadu. Strażnica składała się z dwóch drużyn strzeleckich, drużyny fizylierów, drużyny łączności i gospodarczej. Etat przewidywał także instruktora do tresury psów służbowych oraz instruktora sanitarnego.
W 1948 w miejsce komendantur odcinków zorganizowano bataliony ochrony pogranicza. Strażnica weszła w skład samodzielnego batalionu Ochrony Pogranicza nr 15.
Od 15 marca 1954 wprowadzono nową numerację strażnic. Strażnica IV kategorii otrzymała numer 123.
Z dniem 15. 11.1955 zlikwidowano sztab batalionu. Strażnica podporządkowana została bezpośrednio pod sztab brygady. W sztabie brygady wprowadzono stanowiska nieetatowych oficerów kierunkowych odpowiedzialnych za służbę graniczną strażnic .
W lipcu 1956 rozwiązano strażnicę . Budynki koszarowe zaadaptowano na posterunek Milicji Obywatelskiej.

## Służba graniczna
Faktyczną ochronę granicy strażnica rozpoczęła w czerwcu 1946.
Sąsiednie strażnice:
128 strażnica WOP Kuźnica ⇔ 130 strażnica WOP Krynki – 1946

## Dowódcy strażnicy
- ppor. Naruniec[4]